# Francesco Giovanelli
Francesco Giovanelli (Milano, 2 aprile 1871 – Varazze, 8 ottobre 1945) è stato un velista italiano.
Rappresentò l'Italia nella categoria 8 metri  di vela ai Giochi della IX Olimpiade che si tennero dal 2 al 9 agosto 1928 a Amsterdam.  Giovanelli ricoprì il ruolo di timoniere, gli altri membri dell'equipaggio furono: Edoardo Moscatelli, Carlo Alberto D'Albertis, Marcantonio De Beaumont Bonelli, Mario Bruzzone e suo figlio Guido. La squadra, a bordo della Bamba, progettata dallo stesso Giovanelli, ottenne il quarto posto finale della competizione categoria 8 metri.